# Репное (Ивано-Франковская область)
Репно́е (укр. Ріпне́, пол. Rypne, до XVIII века — пол. Rupno) — горное село в Дубовской сельской общине Калушского района Ивано-Франковской области Украины. Занимает площадь 12,78 км². Население по переписи 2001 года составляло 964 человека. Почтовый индекс — 77661. Телефонный код — 03474.

## Этимология
Название села Репное происходит от западно-украинского слова рапа (ропа) — наиболее распространенного названия битумного масла и нефти в Галиции, залежи которого в изобилии встречаются в окрестностях села и доступны добыче открытым способом. В прикарпатье встречаются многочисленные топонимы и географические названия городов, сел, хуторов, рек, ручьев, гор, пастбищ и различных других микротопонимов, производных от этого слова — Ропа, Ропяный, Ропянка, Ропище, Ропяник, Ропник, Ропавское, Ропинка, Ропеный, Ропенец, Ропный, Ропья, Рипяная, Рипчанка, Рипчицы, Репнев, Рипяное, Рипно, Репянка, Репки, Репник, Роповское, Ропица Русская, Ропище, Ропчицы, Старая Ропа, Чёрная Ропа и другие. Считается, что большинство этих топонимов появилось в XV—XVII веках.

## Расположение
Расстояние от села до аэропорта — 68,2 км. Ближайшая автомагистраль Нижанковичи — Черновцы (расстояние 20 км), железнодорожная станция Рожнятов Львовской железной дороги — 21,1 км. На окраине села расположены малоизвестные туристические объекты — водопад Пидгуркало и группа скал Рипненский камень.
Рядом с селом протекает река Репная.
- Вид со скал Рипненский камень
- Рипненский камень (гора Гомотовка)
- Рипненский камень

## История
В 1648 году жители села принимали активное участие в народном восстании, за что их ожидала кровавая расправа после ухода Хмельницкого.
Церковь Успения Пресвятой Богородицы села Репное впервые упоминается в 1684 году в связи с оплатой податей Львовской православной епархии. Также упоминается в реестре духовенства, церквей и монастырей Львовской епархии 1708 года.
В 1939 году в селе проживало 1730 человек (1125 украинцев, 600 поляков и 5 евреев).
- Церковь Успения Пресвятой Богородицы в Репном (2018 год)
- Церковь Успения Пресвятой Богородицы в Репном (2016 год)
- Внутреннее убранство храма (2016 год)
- Дети в детском саду села Репное (1934)

### Нефтепромысел в Репном
В селе Репном впервые на Рожнятовщине была налажена добыча нефти, изначально открытым способом. Первый колодец для нефтедобычи был выкопан в 1786 году. Глубина таких колодцев достигала 30 метров и более. Нефть из них добывали деревянными коновками (ведрами).
К концу XIX века открытый способ добычи нефти стал вытеснять глубинный способ добычи с применением скважин. Первые буровые работы в Репном были начаты в 1887 году, а уже в 1892 году тут действовало 11 скважин, большая часть которых принадлежала французской компании «Альфа». К 1934 году объём добычи в Репном достигал 22 528 тонн нефти и 13 420 тысяч кубометров газа.
Нефтепромысел обслуживали построенные в Репном электростанция и две мастерских, водокачка в селе Дубенская Слобода (теперь — Подлесье), работал нефтеперерабатывающий завод. Отдельные участки добычи были в селах Небылов и Перегинское. Отсюда нефть транспортировали в бочках в село Креховичи на железнодорожную станцию. Туда же самотеком по трубопроводу доставлялась нефть из Репного.
- Село Репное в 30-х годах XX века. Видны множественные нефтяные вышки
- Украшенная улица к национальному празднику Третьего Мая (1919—1939(?))
- Баня для нефтянников (первая половина ХХ-го века)
- Коллектив Репнянского нефтепромысла (1948 год)
- Здание клуба (осень 2018 год)

### Стадион в Репном
В 1935 году в селе был построен стадион. До 1939 года в селе существовал польский футбольный клуб KSZN Rypne.

### 40—50 годы XX века
После захвата Польши большевиками в 1939 году из польских тюрем было освобождено большое количество активных членов ОУН, которые вернулись к местам жительства и продолжили деятельность. С началом второй мировой войны мужское население покинуло сёла, скрывшись в окружающих горных лесах, опасаясь репрессий и мобилизации со стороны большевиков. В то же время членами ОУН начали формироваться отряды самообороны. Рожнятовский район, к которому в том числе относилось село Репное, оказался в центре активного партизанского сопротивления.
После контрнаступления советской армии и захвата Галиции в Репном была сформирована советская воинская часть, которая стала центром подавления Украинской повстанческой армии в рожнятовском районе.
Население Репного, также как и все близлежащие сёла, подверглись большим репрессиям. Так, соседнее с Репным село Лецовка было полностью уничтожено, а все жители депортированы в сибирь.

## Известные уроженцы села
- Юрий Михайлович Шумей[укр.] (псевдо[укр.]: «Хмель») (*1918 — †1992) — командир сотни УПА «Загроза».